# Paullinia brenesii
Paullinia brenesii är en kinesträdsväxtart som beskrevs av T.B. Croat. Paullinia brenesii ingår i släktet Paullinia och familjen kinesträdsväxter. Inga underarter finns listade i Catalogue of Life.